# Bretagnolles
Bretagnolles – miejscowość i gmina we Francji, w regionie Normandia, w departamencie Eure.
Według danych na rok 1990 gminę zamieszkiwało 157 osób, a gęstość zaludnienia wynosiła 42 osoby/km² (wśród 1421 gmin Górnej Normandii Bretagnolles plasuje się na 742. miejscu pod względem liczby ludności, natomiast pod względem powierzchni na miejscu 790.).